# Cecilia Alvear
Cecilia Alvear (5 tháng 11 năm 1939 – 21 tháng 4 năm 2017)  là một nhà báo trong lĩnh vực tin tức truyền hình người Mỹ gốc Hoa sinh tại Ecuador và là cựu Chủ tịch Hiệp hội Nhà báo Tây Ban Nha Quốc gia, là Nhà sản xuất với NBC Network News ở Burbank, California.

## Những năm đầu sự nghiệp
Bà là Giám đốc Văn phòng Thành phố Mexico của mạng lưới từ năm 1982 đến năm 1984, Latina đầu tiên phục vụ ở vị trí đó, khi bà được chuyển đến Miami để làm Nhà sản xuất Cao cấp cho Châu Mỹ Latinh. Năm 1989, bà được chỉ định đến Bờ Tây.
Là một nhà sản xuất Alvear bao gồm nhiều câu chuyện tin tức lớn; trong số đó, các cuộc chiến ở El Salvador và Nicaragua vào những năm 1980, trận động đất ở Mexico năm 1985, các cuộc biểu tình và bầu cử ở Chile và Argentina, Cuộc chiến chống ma túy ở Bôlivia, Peru và Colombia, cuộc điều tra của Mengele ở Brazil, bất ổn ở Panama, hai cuộc phỏng vấn với Fidel Castro ở Cuba, Thế vận hội Pan American ở Havana, Thế vận hội Barcelona, cuộc nổi dậy của Quân đội Giải phóng Quốc gia Zapatista ở Chiapas, vụ ám sát Colosio và các sự kiện đã ảnh hưởng đến khu vực Los Angeles gần đây năm: bạo loạn, động đất và thử nghiệm OJ Simpson.
Năm 1998, bà là thành viên của nhóm NBC News đã báo cáo về cơn bão Mitch ở Nicaragua và Honduras. Năm 1999, bà đã sản xuất những câu chuyện về chuyến thăm của Giáo hoàng John Paul II tới México, trận động đất gây thiệt hại cho Armenia, Colombia và doanh thu của Kênh đào Panama cho người Panama.
Trước khi gia nhập NBC, Alvear đã làm việc tại khu vực Los Angeles cho cả ba đài địa phương thuộc sở hữu mạng. Khi làm việc tại cửa hàng CBS, KNXT, với tư cách là nhà sản xuất cho Two on the Town, bà là thành viên của một nhóm giành giải Emmy địa phương ở hạng mục phim hay nhất.

## Thành viên hội đồng quản trị
Trong những năm 1970 và đầu những năm 1980, Alvear là thành viên hội đồng quản trị và Phó Chủ tịch Hiệp hội Truyền thông Tin tức California Chicano, một trong những tổ chức đầu tiên của các nhà báo Latino. Bà được vinh danh vì những nỗ lực tiên phong thay mặt CCNMA tại bữa tối nhận học bổng năm 1996 của họ.
Alvear là thành viên của Hiệp hội các nhà báo Tây Ban Nha từ những năm 1980. Bà đã tham gia hội nghị thường niên với tư cách là một tham luận viên, diễn giả và/hoặc nhà tuyển dụng cho NBC News. Alvear được bầu làm Phó Chủ tịch Phát thanh năm 1996 và đại diện cho NAHJ trong Hội đồng Quản trị của Hiệp hội Giám đốc Tin tức Phát thanh và Truyền hình. Năm 2000, bà được bầu vào nhiệm kỳ hai năm với tư cách là Chủ tịch Hiệp hội Nhà báo Tây Ban Nha Quốc gia. Cùng năm đó, bà đã lập danh sách Kinh doanh Tây Ban Nha trong số 100 người gốc Tây Ban Nha có ảnh hưởng nhất ở Hoa Kỳ  Năm 1995 và 1996, Alvear là Biên tập viên tại Large of Si, một tạp chí ngắn mô tả trải nghiệm Latino ở Mỹ 

## Giải thưởng
Năm 1988, Cecilia Alvear là một trong mười hai nhà báo người Mỹ được chọn để trao tặng học bổng Nieman danh tiếng tại Đại học Harvard, nơi bà đã trải qua năm học 1988-89. Alvear là người Latina đầu tiên nhận giải thưởng.

## Cá nhân
Sinh ra ở Quần đảo Galapagos của Ecuador, Cecilia Alvear di cư sang Hoa Kỳ vào những năm 1960 và trở thành công dân Hoa Kỳ vào năm 1984. Bà thường xuyên trở lại Galapagos, nơi bà đang hỗ trợ nâng cấp trường tiểu học công lập đầu tiên được bắt đầu bởi người cha quá cố của bà, cựu thống đốc quân đội của các đảo.

## Tử vong
Alvear đã qua đời vì ung thư vú vào ngày 21 tháng 4 năm 2017 ở tuổi 77.